# Ketan Mehta
Ketan Mehta (ur. 21 lipca 1952 w Navsari w stanie Gudźarat (Indie), wykształcony w New Delhi indyjski reżyser filmowy, cieszący się uznaniem krytyków. Już jego debiut w 1980 roku Bhavni Bhavai był zauważony na festiwalach w Nantes i Moskwie. Inne znane jego filmy to biografie Sardara Vallabhbhai Patela (Sardar i Mangal Pandeya (Rebeliant), a także indyjska wersja "Pani Bovary" Flauberta – Maya Memsaab (z jego żoną Deepa Sahi w roli tytułowej). 1 nominacja, 2 nagrody (za Mirch Masala i  Rebelianta).

## Filmografia
- Bhavni Bhavai (1980)
- Holi (1984)
- Mirch Masala (1985)
- Hero Hiralal (1988)
- Maya Memsaab (1992)
- Sardar (1993)
- Oh Darling Yeh Hai India (1995)
- Aar Ya paar (1997)
- Rebeliant (2005)